# Haggáda
A Haggáda (héberül: הַגָּדָה) vagy pészahi Haggáda a zsidóság késő ókori szertartáskönyve, amely tartalmazza a Pészah, azaz a kovásztalan kenyér ünnepén tartott Széder-este rendjét.

## Keletkezés, a szó jelentése
Időszámításunk szerint 500-ban lényegében már abban a formában létezett, melyet ma is ismerünk, de a legkorábban és a legkésőbb íródott részeket 14 évszázad választja el egymástól időben.
A haggáda szó jelentése: ’elbeszélés’, mivel a könyv fő célja az egyiptomi kivonulástörténet bemutatása. Ez azért fontos, mert így teljesíthető a családfő számára a „beszéld el fiadnak!” bibliai parancsolat. Emellett vallási költeményeket és énekeket is tartalmaz.
Az eredeti szöveg arámi és héber nyelvű részekből áll. A „legnagyobb zsidó bestseller”-nek is tekinthető, hiszen a Biblia után a második legtöbb kiadást megélt zsidó mű.

## A Széder-este rendje a Haggáda szerint
Az ünnepi est fő célja, hogy a résztvevők is átérezzék a zsidó ősapák üldöztetését, illetve szabadulását. Ezért fogyasztanak jelképes ételeket, továbbá egyes zsidó közösségeknél megjelennek dramatizáló elemek, például a házigazda batyut vesz vállára, akárcsak az egyiptomi fogságból szabaduló elődje.
Az est legfontosabb elemét a Haggadának, a „zsidó szabadság olvasókönyvének” a felolvasása jelenti, amely útmutatóul szolgál a fogyasztandó ételek mibenlétét, sorrendjét és fogyasztásuk módját illetően. Maga a pészahi este elnevezése is erre a szigorú kötöttségre utal: a széder (סֵדֶר) szó jelentése: ’rend’.

## Története
A Haggáda esetében sem szerzőre, sem szerkesztőre nem tudunk rámutatni, viszont a szöveg alakulását nyomon tudjuk követni. Az idők során bekerültek bibliai, misnai, talmudi, midrási, és ennél későbbi eredetű részek. A kéziratokban történő lejegyzést megelőzi az a hagyomány, melynek értelmében a szóbeli Haggáda egyes részeit a zsidók a pészahi kivonulás óta recitálták a Széder-estén. Ezek feltehetőleg bizonyos zsoltárrészek voltak, amelyek közszájon forogtak.
A későbbiekben a Szanhedrin, a Jeruzsálemben ülésező zsidó vallási főtanács tagjai állították össze a Haggáda törzsét, a második Szentély idején, alapul véve a Zsoltárokat, kiegészítve a Bölcsek mondásaival és szokásaival.
A talmudi bölcsek első nemzedéke – melyet rabbi Elezier és rabbi Jósuá neve fémjelez – szintén hozzátett a Haggáda szövegéhez. Az i. sz. 2. századra tehát a Haggáda első fele, néhány eltéréstől eltekintve, a ma is ismert formájában létezett. Az első, teljes Haggáda-szöveg a Mechiltá-midrásgyűjteményben található. Az ismert, írott, autentikus művek megjelenése pedig a 10. századra tehető.
„Elemésztik Izraelt és lakhelyét feldúlják”- hangzik el az Istenhez intézett könyörgésben, utalva a zsidók életére törő népekre. A középkori üldöztetés során bővült a szövegtörzs ezzel a panaszos hangú, Sfoch chámátchá néven ismert versfüzérrel. Ugyanezen korszakban kerültek hozzá könnyedebb hangvételű népdalok is.
A legkésőbbi keletkezésű elemeket a közép-európai verses strófák jelentik, amelyekkel a Haggáda a 15–16. században bővült. Ezek jiddis nyelvűek, ezért egyes kiadásokból hiányoznak is.
Rögzített, végleges forma a mai napig nem létezik. Ennek fő oka, hogy a korábbiakban említett Szanhedrin megszűnte után nem létezett olyan hatáskörű rabbinikus testület, amely ez ügyben határozhatott volna, minden zsidó közösségre kiterjedően. A középkor végére azonban a helyi közösségek (askenázik, szefárdok, mizrahik) kifejlesztettek és állandósítottak maguk számára egy-egy saját szövegvariációt. Ezeket az eltérő rítusokat, amelyek különbözősége leginkább a kommentárok és a szokások eltérésén látszik, nuszáhok-nak nevezzük.
Ugyanakkor ezek használata sem kizárólagos. A Haggáda-beli történetek személyes magyarázatainak, a szabadulás motívumát hozó irodalmi műveknek a hozzátoldása napjainkban is élő gyakorlat, a szövegkorpusz állandó változását eredményezve, kiadásonkénti jelentős eltéréseket okozva. Korunk igényeinek megfelelően létezik már internetes platform, ahol a Haggáda törzsszövegéhez válogathatóak szövegrészletek, képek, dalok. Így hozhatóak létre egyedi „kiadások”, ilyen például az amerikai LMBTQ-közösségek által használt verzió.

## Haggádához köthető műfajok
A Haggáda állandó elemeit jelentik: maga a kivonulástörténet, áldások, imák, zsoltárok, versek, mesék, kommentárok.
A Haggáda meséi közt találunk „láncolatos mesét” is, ilyen például az Egy gödölye története, amelyben egy apa vásárol két kecskegidát, akiket felfal egy vadmacska, majd szakaszról-szakaszra valamilyen nagyobb lény, elem (kutya, tűz, víz, ökör). A két kis állatot azonban Isten kimenekíti még a Halál angyalának karmaiból is. Ez a mese példázhatja a Gondviselő hatalmát, aki a legreménytelenebb helyzetekből is képes szabadulást hozni.
A Ki mondja meg mi az egy? kezdetű tanmese jól példázza a Haggáda pedagógiai szerepét: a Széder-est vezetője rákérdez minden szám zsidó hittel kapcsolatos összefüggésére 1-13-ig, a részt vevő gyerekek pedig skandálják a választ.
Az Óriás Ő című dalban elhangzik a kötetben egyébként többször is visszatérő gondolat: az Izraelbe való hazatérésé, az új Szentély felépüléséé.
Az ünnep jelszavának tekinthető a borra mondott utóáldást követő felkiáltás: „Jövőre Jeruzsálemben!” Általában ez a zárómondat, de kimaradhat a Haggadából, ahogy a Kner-féle kiadás esetében is.
Kiadástól függően szerepelhetnek a Haggadában például gyakorlati útmutatók ahhoz, hogyan végezzük az ünnep előtti nagytakarítást, vagy a magyarázatokat szerző Talmud-bölcsek biográfiái.

## Legfontosabb kéziratok, kiadások

### Külföldi kéziratok, kiadások

#### Szarajevói Haggáda
A 14. század második felében készült, Barcelonában. A Haggáda korabeli, ismert szövegén kívül ünnepi, liturgiai költeményeket is magában foglal. Művészettörténeti szempontból igen jelentős: gótikus színkavalkád, a figurális ábrázolások sokszínűsége jellemzi. Megjelennek lapjain emberi tevékenységet végző állatok és további humoros elemek, melyeket valószínűleg egy latin kódexből kölcsönöztek. 1894-ben adták el családi tulajdonból a szarajevói, helyi szefárd közösségnek, nevét innen kapta. Később a Boszniai Nemzeti Gyűjtemény tulajdonába került.

#### Prágai Haggáda
1526-ban, Prágában Rabbi Gerson Hákohén kiadásában jelent meg az első fametszetes, művészi ízléssel komponált, illusztrált, nyomtatott Haggáda. Német és olasz stílustörténeti jegyeket tükröz. A könyv betűtípusai a közép-európai askenáz kalligráfia jegyeit hordozzák.

#### Maxwell House Haggáda
1932-ben jelentette meg a Maxwell House, kávét forgalmazó vállalat promóciós céllal, és azóta is folyamatosan nyomtatják újabb kiadásait. Az amerikai zsidóság körében legelterjedtebb, ikonikussá vált. Ezt használják az iskolákban, börtönökben, még a seregben is. Angol-héber szövegű.
Érdekessége továbbá, hogy a 2011-ben kiadott fordítás gendersemleges. Például a közismert „négy fiú” itt „négy különböző gyermek”-ként jelenik meg, az „apa” szó helyett pedig „szülő”-t használ.

### A magyar zsidó kultúrához köthető kéziratok, kiadások

#### Kauffman Haggáda
Kaufmann Dávid által vásárolt 14. századi katalóniai kézirat, amely Magyar Tudományos Akadémia Könyvtárának egyik világhírű kincse (MS Kaufmann A 422). Családi használatra, magáncélra készült. A túlzott igénybevétel és a rossz minőségű festék miatt nem maradt jó állapotú, sőt, a többszöri újrakötések során a lapszéli díszítés is csonkult. Fontos kultúrtörténeti emlék.

#### Köpcsényi Haggáda
Kittse (magyar nevén: Köpcsény) zsidó tanítója, Hayyim Ben Asher Anshel a 17. században írta és illusztrálta ezt a Haggadát. Sajátos stílusjegyei teszik különlegessé a kéziratot: a stilizált virágminták, melyek egyértelműen a rokokó hatását mutatják. A képeken a vörös szegfű a leggyakoribb, amelyből mindig négyet találunk. A zsidó folklór értelmében ez a négy pohár borra, a négy fiúra és a négy kérdésre utalhat. A kézirat a második világháború után Izraelben bukkant fel, ahol nem sokkal később fakszimile kiadásban is megjelent.

#### Kner Haggáda
1936-ban jelent meg, összeállította Naményi Ernő, nyomtatta Kner Izidor. Letisztultság jellemzi, fametszetek illusztrálják. A magyar szöveg mellett a héber csak szemelvényesen szerepel benne

#### OMZSA Haggáda
Munkácsi Ernő és mások munkája, Göndör Bertalan egyiptomi motívumokat felhasználó könyvdíszeivel. 1942-ben adta ki az Országos Magyar Zsidó Segítő Akció. A kiadás a teljes héber szöveget és magyar fordítását közli.

## Haggáda a szépirodalomban
Mivel a szó jelentése: ’elbeszélés’, ezért ebben az eredeti értelemben köznévként is használható, önálló műfajt jelölő kifejezés, amelynek lényege egy szabadulástörténet újramesélése.
Műfajjelölő címet kapott tehát Szűcs Teri Gulag-története, a Deltai haggada (Budapest: Koninónia, 2011),illetve Kőbányai János könyve, Az apokalipszis aggadája, Ámos Imre Szolnoki vázlatkönyve, amelynek középpontjában a vészkorszak, és annak két mártírja áll: Ámos Imre és Radnóti Miklós.

## További irodalom
- http://hegedus.bzsh.hu/web/index.php/vallas/kattints-ide-es-tanulj/776-a-szarajevoi-haggada.html
- http://www.or-zse.hu/dvar/dok/schoner-hagadak1-2006.htm
- http://www.kislexikon.hu/haggada.html, megtekintés: 2017.10.08. [Tiltott forrás?]
- Naftali Kraus, Zsidó ünnepek (Budapest: Zsidó Nevelési és Oktatási Egyesület kiadása, 1994)
- Oláh János, Judaisztika I. (Budapest: Országos Rabbiképző Intézet, 1999)
- Schőner Alfréd, „Adalékok a »Harminchat igaz ember« legendájának motívumtörténetéhez”, Hacofe, 6. Tematikus szám: MMXII Vol. IV. Nr. 1.
- Ujvári Péter, „Hagódó sel peszach”, in: Magyar Zsidó Lexikon (Budapest: Makkabi Kiadó, 2000), p. 336.